# Diocesi di Massimiane
La diocesi di Massimiane (in latino Dioecesis Maximianensis in Bithynia) è una sede soppressa del patriarcato di Costantinopoli e una sede titolare della Chiesa cattolica.

## Storia
Massimiane, nei pressi di Kumla nell'odierna Turchia, è un'antica sede vescovile della provincia romana di Bitinia nella diocesi civile del Ponto. Faceva parte del patriarcato di Costantinopoli ed era suffraganea dell'arcidiocesi di Nicea.
La diocesi fu eretta sotto il metropolita Niceforo di Nicea (fine IX secolo) e confermata dal successore Alessandro (inizio X secolo). La sede non compare nell'opera Oriens Christianus di Michel Le Quien e nessuno dei suoi vescovi è conosciuto.
Massimiane è annoverata tra le sedi vescovili titolari della Chiesa cattolica; finora la sede non è mai stata assegnata.